# Taraszovics Margit
Taraszovics Margit, Tharaszovits Terézia Margit, névváltozatok: Tharasszovits, Tharaszovics (Pest, 1852. március 28. – Budapest, Erzsébetváros, 1926. szeptember 21.) énekes színésznő.

## Életútja
Tharaszovits József gazdatiszt és Egyed Éva leánya. Színpadra lépett 1869-ben; Szathmáry-Laczkóczyné tanítványa volt. 1870 nyarán Máramarosszigeten játszott. 1873 őszén egy magyar daltársulattal Oroszországba ment. Volt a Nemzeti és a Népszínház tagja; 1877—1878 telén Győrött volt primadonna, Mannsberger (Mosonyi Károly) társulatánál, ezután többnyire Miskolcon játszott, de 1880-ban Aradon, majd felváltva Temesvárott, Nagyváradon, Szegeden, Szombathelyen; utóbb komika volt. 1906 újévkor lett nyugdíjas. Igazgatói: 1880-ban Csóka Sándor, 1883—1884-ben Nagy Vince, 1886-ban Polgár Gyula, 1887-ben Krecsányi Ignác, 1889-ben Aradi Gerő, 1890-ben Feld Zsigmond, stb. Élete vége felé rossz anyagi körülmények közé került, ezért felvételét kérte a szegényházba. Halálát idült veselob okozta.